# حيدر نجف حسينوف
الأكاديمي حيدر نجف حسينوف (1908 م- 1950 م)
فيلسوف أذربيجاني مرموق. أحد مؤسسي أكاديمية العلوم الوطنية الأذربيجانية (1945 م)، ونائب رئيس الأكاديمية (1945 م). عُين رئيسًا لقسم العلوم الاجتماعية بأكاديمية العلوم في الفترة
بين (1945 م – 1950)، ونائبًا لرئيس فرع أذربيجان لأكاديمية العلوم الروسية في الفترة بين (1939 م – 1945 م)، ورئيس قسم بجامعة أذربيجان الحكومية (1943 م– 1945 م)، ومدير
معهد تاريخ الحزب التابع للجنة المركزية للحزب الشيوعي الأذربيجاني (1945 م – 1950 م). مؤسس مدرسة الترجمة في أذربيجان. محرر أول قاموس أذربيجاني روسي، وروسي
أذربيجاني. حاصل على «جائزة الدولة» مرتين عامي 1948 م، 1950 م